# Odomètre
Un odomètre, ou, dans le langage courant, compteur kilométrique, est un instrument de mesure permettant de connaître la distance parcourue par un véhicule. Ce dispositif peut être électronique ou mécanique.
Pour les piétons, on parle de podomètre. 

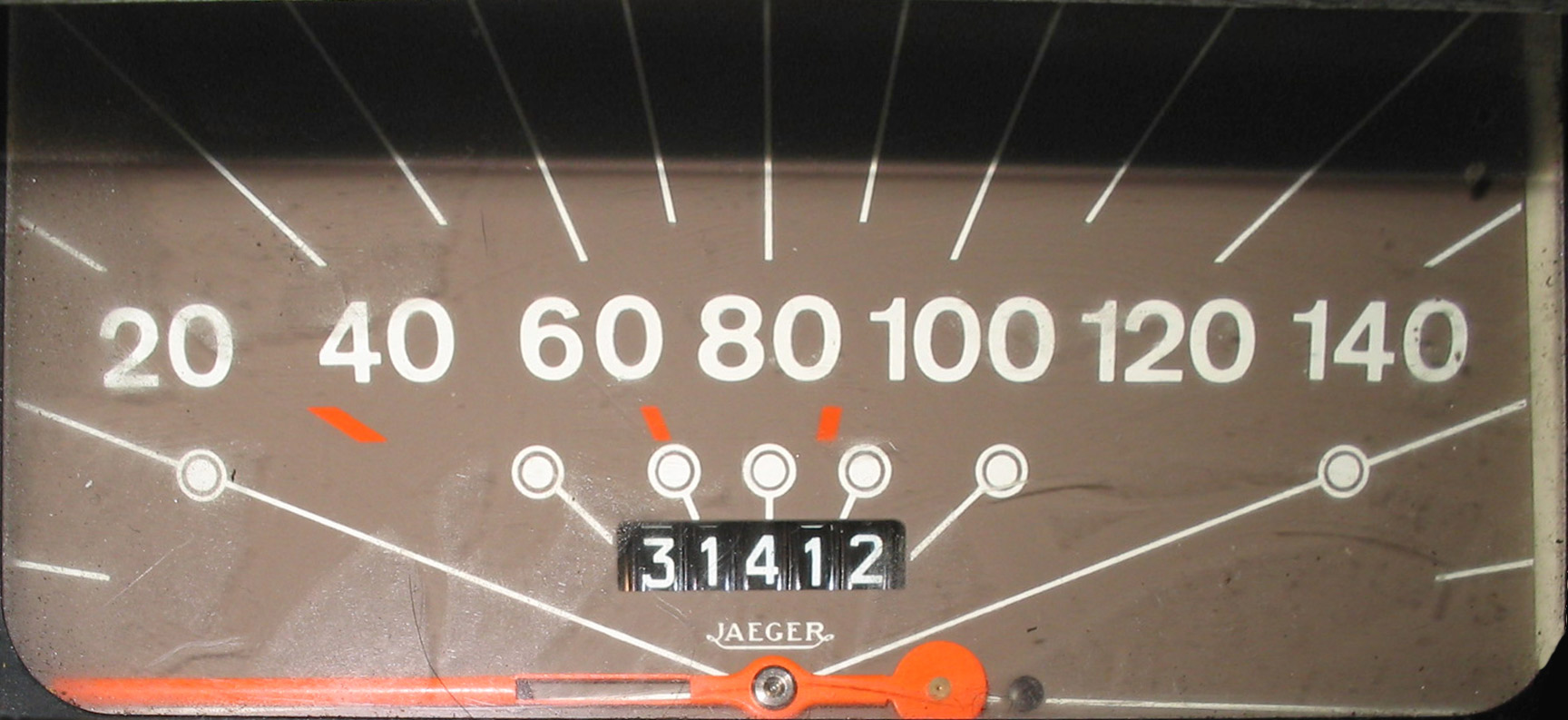
Un odomètre au centre d'un indicateur de vitesse.

## Histoire

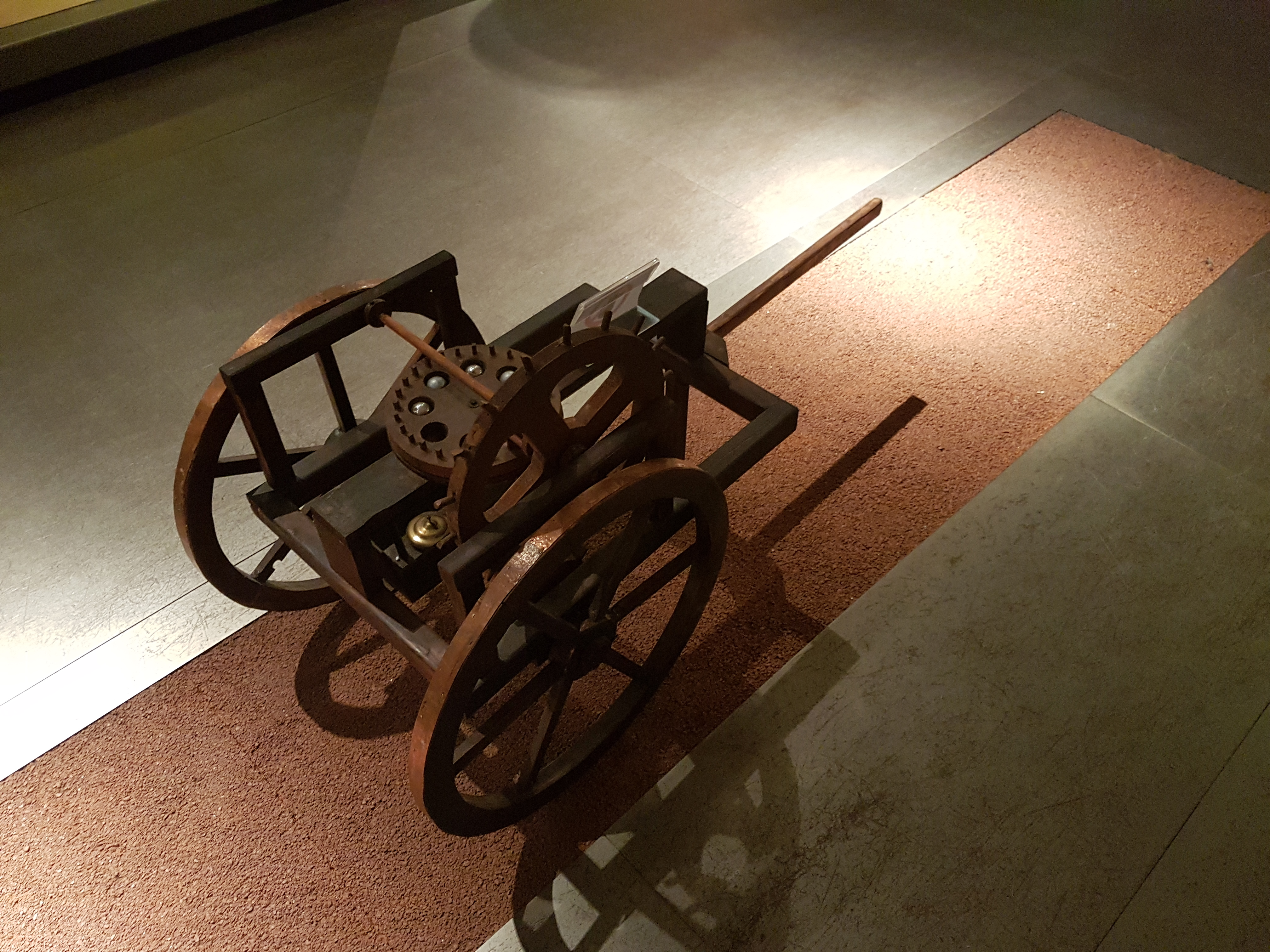
Reconstitution moderne de l'odomètre de Vitruve

Le nom odomètre vient du grec ancien ὁδόμετρον / hodómetron, « (h)odomètre, instrument pour mesurer le chemin parcouru », composé de ὁδός / hodós, « chemin » et μέτρον / métron, « mesure ». Le mot est employé pour la première fois par Héron d'Alexandrie  dans son ouvrage Dioptre, au début du chapitre 34. L'odomètre a été conçu dans l'antiquité pour la mesure des distances sur le terrain par les arpenteurs et les géomètres.
Plusieurs sources font mentions de cette invention à plusieurs endroits et plusieurs époques :
- Vitruve au Ier siècle av. J.-C. ;
- Zhang Heng au Ier siècle ;
- Héron d'Alexandrie au Ier siècle.

Il est souvent fait mention d’une invention par Archimède, mais selon l'historien Philippe Fleury, celle-ci est injustifiée puisque rien ne concerne l’odomètre dans les traités conservés de celui-ci,.
Néanmoins l'invention de l'odomètre pourrait être plus ancienne : des valeurs de distances parcourues, concernant les déplacements des armées d'Alexandre le Grand, sont rapportées par Pline l'Ancien et Strabon. La méthode de mesure n'est pas mentionnée, mais les valeurs sont étonnamment précises, ce qui impliquerait l'utilisation d'un odomètre mécanique, plutôt que le recours à des bématistes (arpenteurs qui comptent leur pas, ou ceux de leur monture).
Les odomètres de l'antiquité, qu'ils soient gréco-romains ou chinois, prenaient la forme d'un chariot ou d'une remorque, disposant d'un mécanisme de démultiplication permettant de totaliser le nombre de tours effectuées par les roues.

## Principe

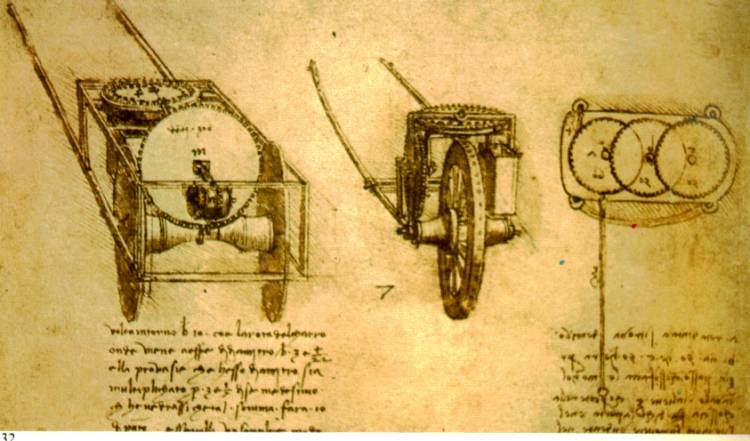
Odomètre de Léonard de Vinci (Codex Atlanticus f.1.r).

Une roue, en contact direct avec le sol, tourne et entraîne un plateau horizontal par l'intermédiaire de pignons. Ce plateau comporte des cases dont chacune contient une bille ou un caillou ; à une position donnée, chaque case passe sur un trou, laissant échapper une bille qui tombe dans un tiroir. À la fin de la mesure, le nombre de billes dans le tiroir donne la distance parcourue, par un calcul qui tient compte, notamment, du diamètre de la roue et des engrenages et de la distance entre les cases sur le plateau.
C'est sur ce principe simple que les premiers odomètres mécaniques qui équipaient les bicyclettes ont été fabriqués. À chaque tour de roue, un doigt fixé sur un rayon actionnait un mécanisme qui, par un jeu de petits engrenages, faisait tourner des disques portant les chiffres indiquant les distances.

## Odomètre mécanique
Les chiffres de 0 à 9 sont inscrits sur le pourtour de chaque roue. Un cache est disposé de telle façon qu'un seul chiffre de chaque roue soit visible. Chaque roue est reliée à un système de rouage qui la fait tourner 10 fois moins vite que sa voisine de droite, d'où un comptage décimal. Dans une automobile, connaissant la circonférence des roues du véhicule, on peut déduire la distance parcourue par ce dernier. En pratique, un câble transmet la rotation de l'arbre secondaire de la boîte de vitesses à l'odomètre du tableau de bord où un ensemble de rouages fournit le facteur démultiplicateur approprié.
Les appareils lecteur enregistreur à bande magnétique, tels que magnétophones, magnétoscopes, etc., sont également équipés d'odomètres, permettant de repérer sur la bande l'emplacement d'un passage enregistré. Ils mesurent soit le temps écoulé, soit la longueur de bande qui défile. Les compteurs de ce type sont mécaniquement solidaires du défilement de la bande. Ainsi, selon la qualité de la fabrication, le compteur sera plus ou moins précis.

## Odomètre électronique
Il y a deux façons de faire fonctionner un odomètre électronique :
- Soit en conservant l'ancien système mécanique (un câble sous gaine reliant la sortie de prise de mouvement à l'odomètre-tachymètre, qui est lui muni en entrée d'un capteur transformant cette rotation en impulsions électriques) ;
- Soit comme sur les dernières générations de véhicules, dont le capteur est intégré à la boîte de vitesses ou à un autre organe permettant la mesure de vitesse et la distance parcourue. Le capteur est lui relié par un simple fil transmettant le signal à l'odomètre.

## Calibrages et erreurs
Tous ces systèmes de mesure peuvent être faussés lors d'un changement de pneumatiques, si l'on monte sur les roues motrices des pneumatiques ayant une circonférence différente de ceux montés d'origine.
Pour résoudre ce problème, on peut ajouter un odomètre électronique partiel (et parfois aussi total) réglable par ordinateur, semblable à un taximètre. Ces odomètres ont les caractéristiques suivantes :
- Ils peuvent être scellés par un atelier habilité légalement et, être légalement utilisés à des fins commerciales. Il est interdit légalement d'utiliser dans ce but un odomètre qui n'est pas contrôlé et scellé ;
- Les modèles destinés aux poids lourds et aux véhicules de transport en commun comportent un indicateur de vitesse instantanée ainsi qu'un enregistrement permanent de celle-ci, permettant des contrôles ;
- Ils peuvent aussi être placés de manière plus visibles (véhicules de transport de charges et de personnes).

## Fraude dans le domaine automobile
Sur le marché de la voiture d'occasion, pour faire croire qu'un véhicule est moins usé qu'il ne l'est réellement, une technique de fraude consiste à réduire le kilométrage de l'odomètre.
La valeur d'un véhicule dépendant fortement de son kilométrage, de nombreux compteurs kilométriques sont trafiqués pour diminuer le total indiqué. D'après une étude réalisée à la demande de la Commission du transport et du tourisme du Parlement européen (TRAN), la fraude concerne entre 5 % et 12 % des ventes nationales de véhicules d’occasion et entre 30 % et 50 % des ventes transfrontalières.
Cette fraude a plusieurs conséquences : elle empêche un entretien correct du véhicule, réduit la sécurité du véhicule, et réduit l'efficacité du véhicule en termes de pollution et détériore donc la santé des concitoyens.
En Europe, le préjudice économique est estimé entre cinq et dix milliards d'euros, et des institutions publiques cherchent à lutter contre cette fraude. Aux États-Unis, elle est estimée à environ un milliard de dollars, soit environ 832 millions d'euros, et des sociétés privées cherchent à la réduire.
Des moyens existent pour lutter contre cette fraude   en Belgique (Car-Pass) depuis 2006 et aux Pays-Bas (Nationale AutoPas ou NAP) depuis 2014 : les données kilométriques sont centralisées pour fournir un certificat qui détaille le kilométrage parcouru d'un véhicule et la date à laquelle il a été relevé lors des contrôles techniques, réparations etc. En 2015, seuls 1 197 cas de fraude ont été recensés en Belgique sur 807 351 Car-Pass délivrés, soit 0,1 %. Depuis fin 2016, la Belgique et les Pays-Bas échangent leurs données afin de fournir des données sur le kilométrage pour les ventes transfrontalières ; en avril 2017, les fraudes concernant les véhicules importés des Pays-Bas avaient diminué de deux tiers. Les méthodes de ces deux pays sont les plus efficaces en Europe.
En 2016, dix pays européens proposaient une solution pour vérifier le kilométrage d’un véhicule avant son achat dont huit proposaient à l’acheteur de consulter un registre national sur le kilométrage des véhicules immatriculés. En France, la vérification du kilométrage du véhicule n'est possible qu'après son immatriculation, en demandant à l’UTAC-OTC lors du contrôle technique le détail des contrôles effectués précédemment, qui comprend le kilométrage à chaque contrôle.
Depuis septembre 2017, le règlement européen 2017/1151 impose aux constructeurs de rendre impossible une reprogrammation illicite des compteurs kilométriques des nouveaux véhicules,. Selon la directive 2014/45/UE, la fraude au compteur kilométrique devrait être considérée comme une infraction passible de sanction ; cette directive recommande également à la Commission d'étudier les moyens les plus appropriés de relier les systèmes nationaux existants en vue d’échanger des informations sur les données du contrôle technique et du kilométrage,.

## Podomètre
À la différence de l'odomètre, le podomètre ne compte pas des tours, mais le nombre de pas, grâce à un oscillateur. Il faut enregistrer au préalable la longueur moyenne du pas afin d'obtenir une distance, forcément approximative. Il existe des podomètres mécaniques et électroniques.

## Odomètre et système GNSS
L'odomètre est caractérisé par une fréquence beaucoup plus grande que celle des systèmes GNSS. En cas général, l'odomètre est couplé avec le système GNSS (Système de positionnement par satellites) pour assurer une localisation plus précise d'une automobile.

## Odomètre de bicylette
Un compteur de vélo prend généralement la forme d'un petit appareil électronique à installer soi même, qui détecte les tours de roue grâce à un capteur électromagnétique, et sert à la fois d'odomètre et de tachymètre.